# Javni prostor
Javni prostor je prostor koji po svojim osobinama i po svojoj funkciji služi javnoj svrsi, omogućava socijalnu komunikaciju, pristupačan je i otvoren za sve, bez obzira na starosnu dob, pol, seksualnu orijentaciju, rasnu, versku, nacionalnu ili društveno-ekonomsku-političku pripadnost. Javni prostor može se koristiti slobodno za svaku vrstu aktivnosti, kako individualno, tako i kolektivno, koje ne ulaze u konflikt sa pravima drugih grupa ljudi ili individua koje ga takođe koriste. Osnovna karakteristika javnog prostora jeste da je jednako dostupan svima i da je ta dostupnost nedvosmislena. To su mesta najvećeg intenziteta razmene unutar gradskih fizičkih struktura, i oduvek su bili osnovna komponenta fizičkog okruženja obezbeđujući osnovne potrebe čoveka (odmor, razonodu, rekreaciju,...) i okvir svakodnevice.

## Istorija
Definicija javnog prostora vrlo često zavisi od konteksta u kojem se koristi, te može imati različite karakteristike, koje se kreću od vrlo preciznih funkcionalnih, kompozicionih, vlasničkih odrednica do filozofskih, ili metaforičkih. Na primer, javni prostor ima svoje određenje u društveno-humanističkim naukama, ali i u arhitektonsko-urbanističkoj praksi. U prvom slučaju fokus je na društvenoj, odnosno političkoj i drugoj relevatnoj dimenziji javnog života, u okviru kojih se reflektuju vrednosti, običaji, međusobne interakcije i svakodnevne prakse jednog društva. Iz arhitektonsko-urbanističke perspektive javni prostor se istorijski vezuje za period antičke Grčke i razvoja prvih urbanih naselja. U Staroj Grčkoj „agora“ (u prevodu trg), predstavljala je središte gradskog života, prostor za sastajanje, razgovor, trgovinu, političke ili reprezentativne svrhe. Pandan agori je u antičkom Rimu bio „forum“, takođe središte javnog života, gde su se održavale narodne skupštine, pozorišne predstave, verske svečanosti, razgovori, ali i prve gladijatorske borbe.

## Primena danas
Danas se formiranje javnih gradskih prostora vrši kroz oblikovanje novih ili transformaciju postojećih kroz promenu namene. Međutim, karakter javnog prostora značajno je izmenjen u okviru modernog grada. Od prostora koji su prvenstveno bili namenjeni sastajanju, slobodnom provođenju vremena, interakciji, postali su resurs potencijalnog ekonomskog nadmetanja ili hibridne javnosti, što je vrlo često slučaj u anglo-saksonskoj kulturi. U prvom slučaju, javni prostori postali su katalizatori urbane obnove gde bivaju izloženi nekontrolisanoj komercijalizaciji i privatizaciji. Dok u drugom postaju mesta prividne javnosti u okviru kojih se urbanim mobilijarom, nadgledanjem i oblikovanjem jasno isključuje bilo kakvo „neprimereno“ ponašanje. Naime, uvođenjem kamera, bodljikavih površina, ili intenzivnog osvetljenja, urbani dizajn javnog prostora postaje „agent pristojnosti“ tog prostora.
Iz navedenih razloga, veliki izazov u oblikovanju javnog prostora danas leži u određenjima koja dolaze iz oblasti društveno-humanističkih nauka, a koja uključuju pitanje javne sfere, interakcije i razmene, odnosno pitanje njegove dostupnosti. Prvo uključuje, važno i aktuelno pitanje participativne demokratije, dok је drugo karakteristično za koncept „prava na grad“ koji u fokus stavlja pitanja slobode odlučivanja u kakvom gradu želimo da živimo. Ove pozicije naglašavaju značaj učestvovanja i odlučivanja u procesima od kolektivnog značaja kojim se unapređuje kvalitet života i prostor oblikuje prema potrebama svih onih koji ga koriste.

## Tipovi i vrste
Tipološke odrednice mogu biti dosta široke, u smislu pitanja režima korišćenja, dostupnosti i namene (kulturna, vojna, administrativna, trgovinska, itd.), te zahtevaju terminološku određenost koja omogućava jasnije razumevanje pojmova. Iako se vrlo često za objekte u javnoj svojini ili objekte javne namene kaže da su javni prostori, kao npr. škole, vrtići, bolnice, vojni i industrijski kompleksi, oni nisu dostupni, jer funcionišu u prostorno i vremenski kontrolisanim uslovima koji upravo određuju pitanja režima korišćenja i dostupnosti. 
Upravo se iz ovog razloga u savremenoj praksi često koristi preciznija odrednica javnog prostora koja pod tim podrazumeva otvorene gradske prostore dostupne svima. Generalni plan Beograda 2021 otvoreni javni prostor definiše se kao „svaki otvoren prostor u gradu koji je namenjen opštem korišćenju i dostupan svim građanima za kretanje i korišćenje u cilju obavljanja različitih aktivnosti vezanih za taj prostor, za sadržaje u okolnim gradskim blokovima i za grad u celini.“ Međutim, takođe napominje da su njegove granice deonice regulacionih linija okolnih blokova, odnosno eksplicitno za javni gradski prostor proglašava samo onaj u javnom vlasništvu. Pod javnim otvorenim prostorom podrazumevaju se postojeći ili planirani prostori javnog građevinskog zemljišta (prema Zakonu o planiranju i izgradnji ili opštinskim odlukama o proglašenju javnog građevinskog zemljišta) u funkciji neograničene javne upotrebe i pristupa (ulice, trgovi, skverovi, parkovi, pešačke staze, prospekti, međublokovski prostor kod otvorene tipologije blokova, priobalje, igrališta i sl).